# Mike Miller
Michael Lloyd "Mike" Miller (Mitchell, Dakota del Sur; 19 de febrero de 1980) es un entrenador y exjugador de baloncesto estadounidense que disputó 18 temporadas en la NBA y que actualmente ejerce como entrenador asistente en los Memphis Tigers de la División I de la NCAA. Con 2,03 metros de altura, jugaba en la posición de escolta.
Durante su carrera NBA fue Rookie del año y Campeón en dos ocasiones (2012 y 2013). 

## Trayectoria

### Universidad
Comenzó jugando para los Gators de la Universidad de Florida desde 1998 hasta 2000.

### Profesional

#### Orlando Magic
Tras su paso por la Universidad de Florida, fue elegido en el quinto puesto del draft de la NBA de 2000 por los Orlando Magic. Durante su estancia en el equipo cuajó una gran amistad con la superestrella Tracy McGrady. Miller se convirtió en el 2001 en el único jugador que disputó los 82 partidos de la liga regular, un logro que le valió para ser el Rookie del Año. Sus estadísticas fueron de 11.9 puntos por partido, 4.0 rebotes por partido y 1.7 asistencias por partido.
En su segunda temporada en Orlando no pudo volver a participar en los 82 partidos, debido a una lesión que le tuvo apartado 19 jornadas. El resto de partidos en los que estuvo disponible los jugó (unos 63) y 53 de inicio. Sus estadísticas medias fueron aún superiores a las de su primer año, promediando 15.2 puntos por partido, 4.3 rebotes por partido y 3.1 asistencias por partido.

#### Memphis Grizzlies
A mitad de la temporada 2002-03 y tras disputar 49 partidos, los Orlando Magic decidieron traspasar a Mike Miller a los Memphis Grizzlies. Debutó el 21 de febrero de 2003 ante New Orleans con 23 puntos anotados. En su primer año en el equipo participó en 16 encuentros y se perdió 8 por lesión. Sus estadísticas volvieron a ser muy correctas, con 12.8 puntos por partido, 3.4 rebotes por partido y 1.9 asistencias por partido.
Durante las siguientes temporadas, Mike Miller se convirtió en uno de los jugadores más importantes de los Memphis Grizzlies. En la temporada 2005-06 recibió el galardón Mejor Sexto Hombre. Sus estadísticas medias fueron de 13.7 puntos, 5.4 rebotes y 2.7 asistencias. Encestó el 47% desde el interior y el 41% desde la línea de 3. Convirtió 138-339 tiros de 3 y 354-760 de 2, jugando 30.6 minutos por partido. El 4 de enero de 2007 consiguió su mejor marca en cuanto a triples convertidos en un partido, con 9 tiros de tres anotados frente a los Golden State Warriors.

#### Minnesota Timberwolves
El 27 de junio de 2008 fue traspasado a Minnesota Timberwolves junto con Brian Cardinal, Jason Collins y los derechos de Kevin Love por Antoine Walker, Marko Jarić, Greg Buckner y los derechos de O.J. Mayo.

#### Washington Wizards
El 23 de junio de 2009, Miller fue traspasado a Washington Wizards junto con Randy Foye a cambio de Oleksiy Pecherov, Etan Thomas, Darius Songaila y una primera ronda de draft.

#### Miami Heat
En julio de 2010, ficha por Miami Heat por cinco temporadas y 30 millones de dólares. Antes de comenzar la temporada, Mike se lesiona de gravedad en un entrenamiento de pretemporada al sufrir una rotura de ligamento y fractura del dedo pulgar de su mano derecha, lo que lo aleja de las pistas durante 3 meses. El 22 de junio de 2012 consigue su primer anillo de la NBA al vencer 4-1 a Oklahoma City Thunder encestando 7 triples en el último encuentro.
El 16 de julio de 2013, fue cortado por los Heat.

#### Memphis Grizzlies
El 25 de julio de 2013, firmó un contrato para regresar con los Memphis Grizzlies, equipo en el que jugó entre 2003 y 2008, y donde disputó la temporada completa.

#### Cleveland Cavaliers
El 15 de julio de 2014, Miller firmó un contrato para jugar con los Cleveland Cavaliers, uniéndose a sus excompañeros del Miami Heat, LeBron James y James Jones. Miller aceptó un contrato de 2 años y $5.5 millones de dólares.

#### Denver Nuggets
El 30 de septiembre de 2015, Miller firmó com Denver Nuggets. En verano del año siguiente, en 2016, renovó y tras una última temporada fue cortado el 11 de julio de 2017.

### Entrenador
El 12 de abril de 2018, Miller fue contratado como técnico asistente de la Universidad de Memphis, al lado de Penny Hardaway.

## Estadísticas de su carrera en la NBA
|  | Denota temporada en la que ganó el Campeonato de la NBA |

### Temporada regular
| Año     | Equipo     | PJ   | PT  | MPP  | %TC  | %3P  | %TL   | RPP | APP | ROB | TPP | PPP  |
| ------- | ---------- | ---- | --- | ---- | ---- | ---- | ----- | --- | --- | --- | --- | ---- |
| 2000-01 | Orlando    | 82   | 62  | 29.1 | .436 | .407 | .711  | 4.0 | 1.7 | .6  | .2  | 11.9 |
| 2001-02 | Orlando    | 63   | 53  | 33.7 | .438 | .383 | .762  | 4.3 | 3.1 | .8  | .4  | 15.2 |
| 2002-03 | Orlando    | 49   | 39  | 37.3 | .418 | .340 | .847  | 5.8 | 2.8 | .7  | .3  | 16.4 |
| 2002-03 | Memphis    | 16   | 13  | 22.5 | .510 | .500 | .806  | 3.4 | 1.9 | .4  | .3  | 12.8 |
| 2003-04 | Memphis    | 65   | 65  | 27.2 | .438 | .372 | .723  | 3.3 | 3.6 | .9  | .2  | 11.1 |
| 2004-05 | Memphis    | 76   | 51  | 30.0 | .505 | .433 | .720  | 3.9 | 2.9 | .7  | .3  | 13.4 |
| 2005-06 | Memphis    | 74   | 9   | 30.6 | .466 | .407 | .800  | 5.4 | 2.7 | .7  | .4  | 13.7 |
| 2006-07 | Memphis    | 70   | 69  | 39.1 | .460 | .406 | .793  | 5.4 | 4.3 | .8  | .3  | 18.5 |
| 2007-08 | Memphis    | 70   | 70  | 35.3 | .502 | .432 | .774  | 6.7 | 3.4 | .5  | .2  | 16.4 |
| 2008-09 | Minnesota  | 73   | 47  | 32.3 | .482 | .378 | .732  | 6.6 | 4.5 | .4  | .4  | 9.9  |
| 2009-10 | Washington | 54   | 50  | 33.4 | .501 | .480 | .824  | 6.2 | 3.9 | .7  | .2  | 10.9 |
| 2010-11 | Miami      | 41   | 2   | 20.4 | .401 | .364 | .676  | 4.5 | 1.2 | .5  | .0  | 5.6  |
| 2011-12 | Miami      | 39   | 2   | 19.3 | .435 | .453 | .400  | 3.3 | 1.1 | .4  | .2  | 6.1  |
| 2012-13 | Miami      | 59   | 17  | 15.3 | .433 | .417 | .727  | 2.7 | 1.7 | .4  | .1  | 4.8  |
| 2013-14 | Memphis    | 82   | 4   | 20.8 | .481 | .459 | .821  | 2.5 | 1.6 | .3  | .1  | 7.1  |
| 2014-15 | Cleveland  | 52   | 15  | 13.5 | .325 | .327 | .750  | 1.8 | .9  | .3  | .1  | 2.1  |
| 2015-16 | Denver     | 47   | 2   | 7.9  | .355 | .365 | .000  | 1.1 | .9  | .3  | .1  | 1.3  |
| 2016-17 | Denver     | 20   | 0   | 7.6  | .391 | .400 | 1.000 | 2.0 | 1.1 | .1  | .0  | 1.4  |
| Total   | Total      | 1032 | 570 | 26.9 | .459 | .407 | .769  | 4.2 | 2.6 | .6  | .2  | 10.6 |

### Playoffs
| Año   | Equipo    | PJ | PT | MPP  | %TC  | %3P  | %TL   | RPP | APP | ROB | TPP | PPP  |
| ----- | --------- | -- | -- | ---- | ---- | ---- | ----- | --- | --- | --- | --- | ---- |
| 2001  | Orlando   | 4  | 4  | 28.0 | .396 | .389 | .750  | 4.5 | 1.8 | .0  | .8  | 12.0 |
| 2002  | Orlando   | 4  | 1  | 18.0 | .333 | .125 | 1.000 | 1.3 | 1.3 | 1.0 | .0  | 4.8  |
| 2004  | Memphis   | 4  | 4  | 24.5 | .353 | .385 | .333  | 3.0 | .8  | 1.2 | .0  | 7.5  |
| 2005  | Memphis   | 4  | 4  | 27.5 | .486 | .471 | 1.000 | 2.5 | 2.8 | .0  | .8  | 12.0 |
| 2006  | Memphis   | 4  | 1  | 26.8 | .400 | .125 | 1.000 | 3.8 | 1.8 | .5  | .5  | 8.5  |
| 2011  | Miami     | 18 | 0  | 11.9 | .340 | .297 | .000  | 2.7 | .7  | .4  | .1  | 2.6  |
| 2012  | Miami     | 23 | 0  | 16.0 | .404 | .413 | .818  | 2.5 | .7  | .4  | .1  | 5.2  |
| 2013  | Miami     | 17 | 5  | 13.6 | .467 | .444 | .000  | 1.9 | .9  | .5  | .1  | 3.4  |
| 2014  | Memphis   | 7  | 1  | 24.7 | .357 | .483 | .778  | 3.7 | 1.3 | .9  | .0  | 7.3  |
| 2015  | Cleveland | 9  | 1  | 7.2  | .357 | .483 | .000  | 1.1 | 0.0 | .1  | .1  | 1.0  |
| Total | Total     | 94 | 21 | 16.5 | .399 | .394 | .841  | 2.5 | 0.9 | .4  | .1  | 4.9  |

## Logros y reconocimientos
- Elegido Rookie del año en la temporada 2000-01.
- Elegido Mejor Sexto Hombre en la temporada 2005-06.
- Elegido mejor tirador de triples por la revista NBA Request.
- Posee el récord de puntos de un jugador de los Memphis Grizzlies en un partido. (46 puntos frente Golden State Warriors).
- Posee el récord de puntos de un jugador de los Minnesota Timberwolves en un partido (58 puntos frente a Miami Heat.